# Artan Minarolli
Artan Minarolli (Tirana, 13 de maig de 1958 - 30 de desembre de 2015)) és un director de cinema, actor i guionista albanès.

## Biografia
Es va graduar a la Facultat de Drama de l'Institut de les Arts de Tirana. Després de graduar-se, va començar a treballar com a actor a l'escenari del teatre de Berat. El 1986, va començar a treballar a l'Estudi de Cinema "Nova Albània" com a assistent del director de Spartak Pecani sobre la producció de la pel·lícula Fjalë pa fund.
El 1991, va fer la seva primera pel·lícula independent, el documental Per nje centimeter, que va rebre un premi especial al Festival de Cinema Documental de Torí. El 1993, va fer un curs d'especialitat de sis mesos en direcció cinematogràfica a l'Escola de Cinema Europea de Copenhaguen. Una altra pel·lícula de la qual Minarolli va ser el director i guionista (juntament amb Petrit Ruka) - Qind per qind es va presentar al Festival de Cinema de Trieste.
Fins al 2014, va dirigir el Centre Nacional de Cinema (Qendra Kombëtare Kinematografike). Va morir d'un atac cardíac.

## Filmografia
- 1986: Fjalë pa fund
- 1991: Per nje centimeter
- 1993: Qind per qind
- 1994: Plumbi prej plasteline
- 2004: Nata pa hene
- 2009: Kronika provincionale
- 2009: Gjallë!